# Ареосинхронная орбита
Ареосинхронные орбиты — класс синхронных орбит для искусственных спутников, обращающихся вокруг Марса. Как и все синхронные орбиты, ареосинхронная орбита имеет период, равный сидерическому периоду Марса. Спутнику на ареосинхронной орбите необязательно поддерживать фиксированное положение в небе, как видел бы наблюдатель с поверхности Марса, однако такой спутник будет возвращаться на то же видимое положение каждый марсианский день.
Ареосинхронная орбита бывает экваториальной (спутник обращается в плоскости экватора Марса), круговой и прямой (движение по орбите в том же направлении, что и вращение Марса вокруг своей оси), которая известна как ареостационарная орбита). Для наблюдателя на поверхности Марса положение спутника на ареостационарной орбите казалось бы постоянным в одной точке неба. Ареостационарная орбита аналогична геостационарной орбите вокруг Земли.
Хотя сейчас нет спутников, которые обращались бы либо по ареосинхронным либо по ареостационарным орбитам, некоторые ученые[кто?] предвидят будущие телекоммуникационные сети для исследования Марса.